# Apanteles stenomae
Apanteles stenomae är en stekelart som beskrevs av Muesebeck 1958. Apanteles stenomae ingår i släktet Apanteles och familjen bracksteklar. Inga underarter finns listade i Catalogue of Life.